# 山口県道179号金峰徳山線
山口県道179号金峰徳山線（やまぐちけんどう179ごう みたけとくやません）は、山口県周南市を通る一般県道である。

## 概要
周南市大字金峰から周南市大字大向に至る。

### 路線データ
- 起点：周南市大字金峰（山口県道41号下松鹿野線交点）
- 終点：周南市大字大向（国道315号交点）

## 歴史
- 1971年（昭和46年）4月1日 - 山口県告示第289号により認定される。
- 1972年（昭和47年） - 現行の県道番号に変更される。
- 2003年（平成15年）4月21日 - 新南陽市・徳山市・熊毛郡熊毛町・都濃郡鹿野町が対等合併して周南市が発足したことに伴い全部分が周南市域のみを通る路線になり、併せて起終点の地名表記も変更される。

## 路線状況

### 道路施設

#### 橋梁
- 二俣橋（錦川、周南市）

## 地理

### 通過する自治体
- 山口県
  - 周南市

### 交差する道路
| 交差する道路                                       | 交差する場所 | 交差する場所 |
| -------------------------------------------------- | ------------ | ------------ |
| 山口県道41号下松鹿野線                             | 大字金峰     | 起点         |
| 国道315号 山口県道・島根県道3号新南陽津和野線 重複 | 大字大向     | 終点         |

### 沿線
- 向道ダム・向道湖

### 峠
- 虻峠（周南市大字金峰 - 周南市大字大向）